# Goessche polder (Terneuzen)
De Goessche polder is een polder tussen Hoek en Terneuzen, behorende tot de Polders tussen Axel, Terneuzen en Hoek, in de Nederlandse provincie Zeeland. 
De polder werd ingedijkt door de inwoners van de stad Goes, waar ook de naam vandaan komt. Indijking geschiedde in 1615 en de oppervlakte bedraagt 178 ha. In de 19e eeuw werden in de noordwesthoek van deze polder nog overblijfselen waargenomen van het dorp Willemskerke, dat door de inundaties van 1586 verloren is gegaan.
Het meest oostelijke deel van de polder werd opgeofferd bij de aanleg van de zeesluizen van Terneuzen, die plaatsvond van 1963-1968.
Aan de rand van de polder vindt men de buurtschappen Wulpenbek en Knol.